# П'ятра (Дражна, Прахова)
П'ятра (рум. Piatra) — село у повіті Прахова в Румунії. Входить до складу комуни Дражна.
Село розташоване на відстані 86 км на північ від Бухареста, 30 км на північ від Плоєшті, 60 км на південний схід від Брашова.

## Населення
За даними перепису населення 2002 року у селі проживали 53 особи, усі — румуни. Усі жителі села рідною мовою назвали румунську.